# Little Pillory
Little Pillory ist eine kleine unbewohnte Insel der Grenadinen. Sie gehört zum Inselstaat St. Vincent und die Grenadinen und liegt etwa zwei Kilometer nördlich der Insel Mustique. Sie bildet zusammen Big Pillory und Middle Pillory die Inselgruppe The Pillories. Little Pillory ist die westliche und kleinste der drei Inseln. 